# Rivaroxaban
Rivaroxabanul (cu denumirea comercială Xarelto) este un medicament anticoagulant acționând ca un inhibitor direct al factorului Xa al coagulării sanguine. Calea de administrare disponibilă este cea orală. Prezintă mai puține interacțiuni medicamentoase decât warfarina.
Rivaroxabanul a fost patentat în 2007 și a fost aprobată pentru uz medical în Statele Unite ale Americii în 2011. Se află pe lista medicamentelor esențiale ale Organizației Mondiale a Sănătății. Nu este disponibil sub formă de medicament generic, iar patentul va fi valabil până în 2024.

## Utilizări medicale
Rivaroxabanul este utilizat pentru:
- profilaxia evenimentelor aterotrombotice la pacienții adulți după un sindrom coronarian acut (utilizat concomitent doar cu acid acetilsalicilic (AAS) sau cu AAS plus clopidogrel);
- prevenirea evenimentelor aterotrombotice la pacienții adulți care prezintă boală arterială coronariană (BAC) sau boală arterială periferică simptomatică (BAP) cu risc crescut de evenimente ischemice (concomitent doar cu acid acetilsalicilic).

## Reacții adverse
Poate cauza sângerări. Rar, poate cauza sângerări grave și șoc anafilactic.